# Seat 1400
Der Seat 1400 ist ein Pkw der Mittelklasse. Es war das erste Modell von Seat. Es wurde ab 13. November 1953 aus angelieferten Teilesätzen montiert. 
Der Seat 1400 ist mit dem  in Italien gefertigten Fiat 1400 baugleich. Das Fahrzeug war mit einem Reihen-Vierzylinder-Ottomotor ausgestattet, der aus 1395 cm³ Hubraum eine Leistung von 44 CUNA-PS (32 kW)entwickelte. Seine Höchstgeschwindigkeit lag bei 116 km/h.
1955 wurde er durch den Seat 1400 A ersetzt und nun komplett in Spanien gefertigt. Analog zum Fiat 1400 A stieg die Motorleistung auch hier auf 50 CUNA-PS (37 kW), wobei die Höchstgeschwindigkeit nun mit 125 km/h angegeben wurde.

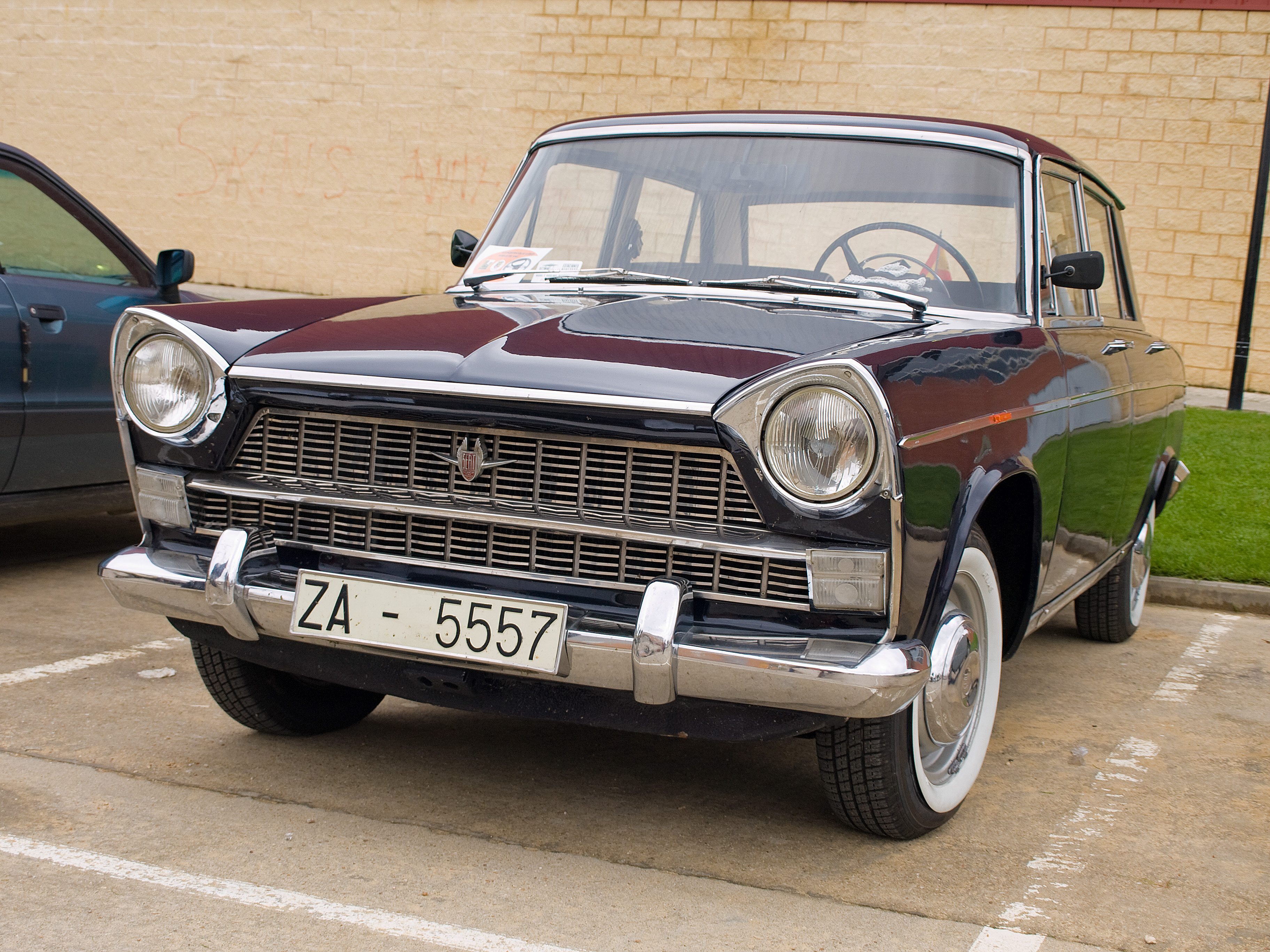
Seat 1400 C

Ab 1957 wurde der Seat 1400 B gebaut. Wie beim Fiat-Pendant stieg die Motorleistung auf 58 CUNA-PS (37 37), mit der das Fahrzeug es auf 135 km/h brachte. 
1959 erschien das Seat Corver 1400 Cabriolet. Der Karosseriebauer SERRA stellte das zweitürige Cabriolet im Frua-Stil mit Panorama-Windschutzscheibe, Lederausstattung und Lufthutzen auf der Motorhaube nur in kleiner Stückzahl auf Kundenbestellung her.
1960 wurde der 1400 B durch den moderneren Seat 1400 C abgelöst. Dieser hatte den gleichen Motor und das gleiche Fahrwerk wie der 1400 B, doch unterschied er sich durch die neue Trapezform-Karosserie des Fiat 1800. Neben der Limousine wurden auch ein fünftüriger Kombi (Familiar, ab 1963), ein zweisitziger, dreitüriger Kastenwagen ohne hintere Seitenfenster (Furgoneta) und ein Pick-up angeboten. Der Karosseriebauer ONECA baute auch eine sechssitzige Limousine.

## Nachfolger
Anfang 1964 bekam das Modell den neuen Motor des Fiat 1500 und hieß ab da Seat 1500. Einen Dieselmotor, wie beim italienischen Vorbild, hat es beim Seat jedoch nicht gegeben.